# جوني ألين (لاعب كرة قدم أمريكية)
جوني ألين (بالإنجليزية: Johnny Allen)‏ هو لاعب كرة قدم أمريكية أمريكي، ولد في 4 يونيو 1933 في مونماوث في الولايات المتحدة، وتوفي في 3 مارس 2010 في بيثيسدا في الولايات المتحدة.

## وصلات خارجية
- جوني ألين على موقع مرجع كرة القدم المحترفة.كوم (الإنجليزية)